# X-Men: United
X2 (thường quảng cáo là X2: X-Men United và quảng bá tại Anh là X-Men 2) là một siêu anh hùng của bộ phim năm 2003 dựa trên các nhân vật hư cấu X-Men. Đạo diễn Bryan Singer, Đây là bộ phim thứ hai trong loạt phim X-Men.Với sự diễn xuất của các ngôi sao Patrick Stewart, Hugh Jackman, Ian McKellen, Alan Cumming, Famke Janssen, Anna Paquin, Shawn Ashmore, Aaron Stanford, Brian Cox, Rebecca Romijn-Stamos, James Marsden, Halle Berry và Kelly Hu.
Giai đoạn phát triển cho X2 bắt đầu ngay sau khi X-Men.

## Doanh thu và kinh phí
X2 đã được phát hành tại Hoa Kỳ vào ngày 02 tháng 5 năm 2003 với Kinh phí 110 Tiệu USD,trở thành một thành công quan trọng và tài chính, thu nhập tám đề cử tại lễ trao giải Saturn và tổng doanh thu khoảng 407 Triệu USD trên toàn thế giới.

## Nội dung phim
Nightcrawler - một đột biến dịch chuyển cố gắng ám sát tổng thống của Hoa Kỳ tại Nhà Trắng nhưng không thành công và trốn thoát sau khi bị bắn bởi các phó chủ tịch. Wolverine đứng đầu để tìm kiếm nhưng tìm thấy không có gì còn lại của cơ sở. Logan trở về trường học đoàn tụ với Rogue, bạn trai của cô - Iceman, Cyclops, Storm và Jean Grey. Ông nhận được yêu cầu của giáo sư Xavier trông nom những đứa trẻ ở trường, trong khi Storm và Jean Grey tìm kiếm Nightcrawler với sự giúp đỡ của giáo sư và Cerebro.
Cyclops và giáo sư đến thăm Magneto trong nhà tù nhựa dẻo để xem ông có hành động gì trong cuộc tấn công vào Tổng thống hay không. Đọc tâm trí của Magneto Giáo sư phát hiện ra rằng một đặc vụ của chính phủ bí mật William Stryker đã được trích xuất thông tin từ Magneto. Một cái bẫy được xuất hiện Cyclops và Giáo sư bị bắt bởi Stryker và trợ lý của ông là Yuriko Oyama. Một cuộc tấn công quân sự của X-Mansion bắt đầu. Tuy nhiên kế hoạch không thành khi Wolverine tấn công trở lại và giết chết một số lượng lớn người của Stryker, trong khi đó Colossus, Rogue, Iceman, Pyro, và hầu hết các sinh viên thoát khỏi thông qua một loạt các đường hầm ẩn trong nhà trường. Wolverine đối mặt với Stryker, nhưng hắn không hé lộ bất cứ điều gì về quá khứ của anh. Iceman trở lại, cứu Wolverine và họ trốn thoát thông qua một trong các đường hầm. Cuộc chiến bắt đầu...
Nếu ở phần I, 2 phe người đột biến Thiện do giáo sư Xavier (Patrick Stewart thủ vai) đứng đầu và Ác do Magneto (Ian McKellen thủ vai) đứng đầu luôn phải đối đầu với nhau thì phần này, họ lại phải liên kết để chống lại một âm mưu to lớn do William Stryker (Brian Cox thủ vai), 1 nhà khoa học quân sự đại tài nhưng lại có mưu đồ hiểm ác muốn tiêu diệt thế giới dị nhân và tạo ra dị nhân nguy hiểm để phục vụ âm mưu làm bá chủ thế giới của hắn.
Chính Wolverine (Hugh Jackman thủ vai) là tác phẩm chưa được hoàn thành trọn vẹn của Stryker, cho nên ở phần này, Wolverine cuối cùng cũng tìm ra được quá khứ của mình sau 15 năm lưu lạc.

## Diễn viên
- Hugh Jackman Trong Vai Logan / Wolverine: Một dị nhân được phủ lớp Adamantium không thể phá hủy vào khung xương. Wolverine là một kẻ cộc cằn, như một người cha của Rogue và có tình cảm với Jean Grey. Anh sử dụng ba lưỡi dao mọc ra từ giữa nhưng ngón tay của mình, có những giác quan như động vật và khả năng phục hồi nhanh chóng

- Halle Berry Trong vai Ororo Munroe / Storm: Một sinh viên ban đầu của Xavier, Storm có thể điều khiển thời tiết xung quanh cô bằng tâm trí của cô.

- Patrick Stewart Trong Vai Charles Xavier: Người sáng lập của Học viện Xavier, người có quyền thám hiểm thần giao cách cảm vào những người đột biến gen khác. Ông cũng là người ủng hộ một mối quan hệ hòa bình giữa nhân loại và đột biến.

- Anna Paquin Trong Vai Marie / Rogue: Một thiếu niên chạy trốn đột biến với sức mạnh hấp thụ năng lượng sống của bất kì ai mà cô chạm vào, cô đã tìm thấy một ngôi nhà tại trường Xavier, nơi cô có tình yêu với Bobby Drake.

- Kelsey Grammer Vai Tiến sĩ Hank McCoy / the Beast: Một cựu sinh viên của trường học Xavier, bây giờ là Bộ trưởng Nội vụ Mutant trong chính phủ Mỹ. Một nhà khoa học xuất sắc. Đột biến đã cho anh bộ lông màu xanh, sức mạnh và sự nhanh nhẹn.

- James Marsden Vai Scott Summers / Cyclops: Người có khả năng phát ra năng lượng nhiệt mạnh mẽ từ đôi mắt của mình.

- Shawn Ashmore Vai Bobby Drake / Iceman: Là một đột biến trẻ có thể tạo ra cấu trúc của đá hoặc đóng băng mọi thứ.

- Ellen Page trong vai Kitty Pryde / Shadowcat: Cô ấy có thể đi xuyên qua các vật thể rắn.

- Daniel Cudmore trong vai Peter Rasputin / Colossus: Anh có thể biến đổi làn da của mình thành một thép hữu cơ, cấp sức mạnh siêu phàm, khả năng chống tổn thương và nhiệt độ.

- Ben Foster trong vai Warren Worthington III / Angel: Anh ấy có đôi cánh lông vũ cho phép ông ta để bay. Cayden Boyd đóng vai Warren khi còn nhỏ.

- Famke Janssen trong vai Jean Grey / Phoenix: Cựu thành viên của X-Men đã hy sinh để cứu đồng đội của mình, khi được hồi sinh, cô bị sức mạnh và tính cách thứ hai chi phối

- Ian McKellen trong vai Erik Lehnsherr / Magneto: lãnh đạo và sáng lập của The Brotherhood, có thể điều khiển bất cứ thứ gì bằng kim loại
- Và Một số diễn viên khác...

## Công chiếu
Tại Việt Nam phim được phát sóng trên kênh HTV3 vào chủ nhật từ 15:00 -17:00 ngày 22 tháng 6 năm 2014 với tên gọi Liên minh dị nhân và lồng tiếng Việt 